# Склеротерапія

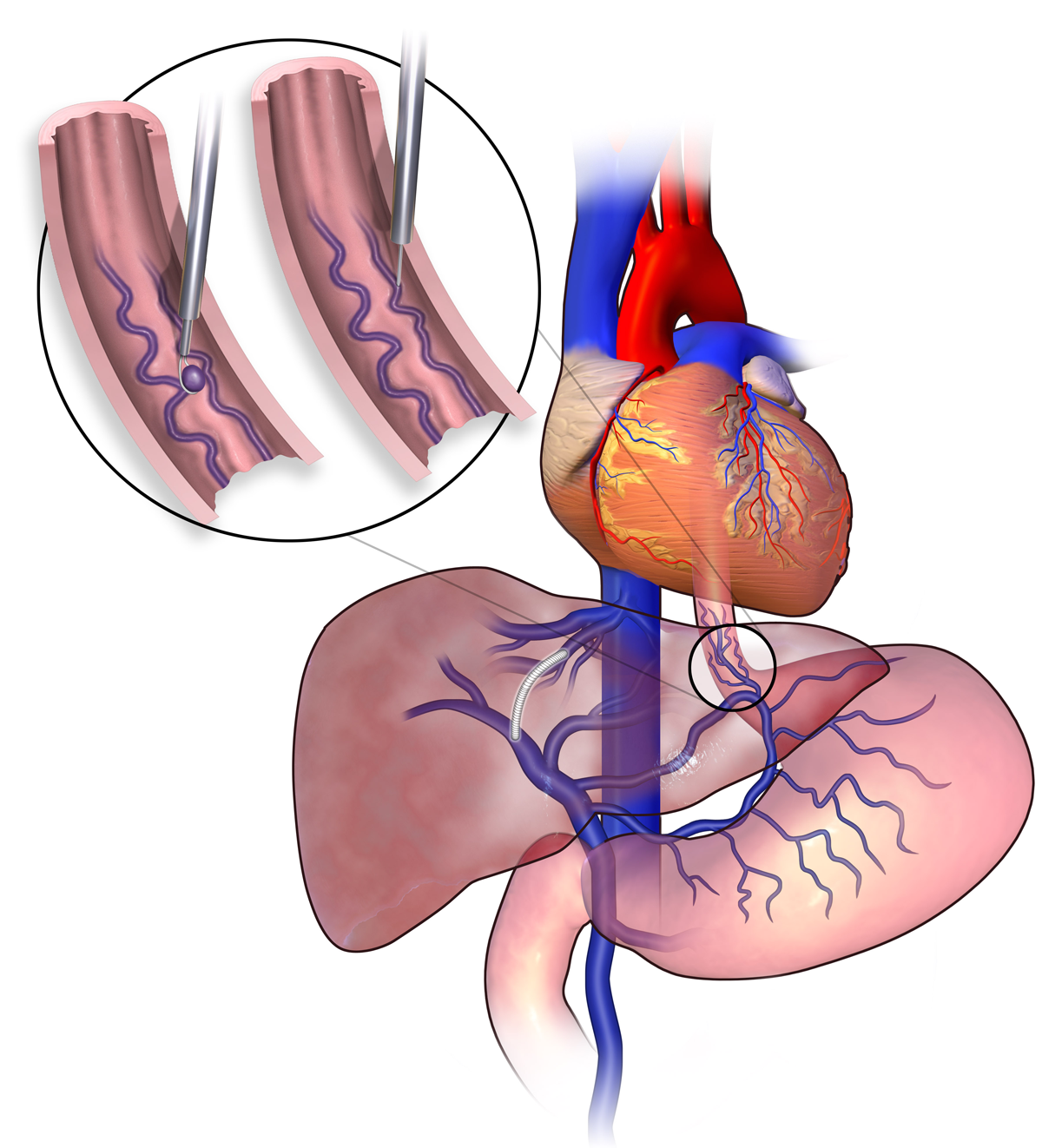
Склеротерапія

Склеротерапія (назва походить від грецького skleros, що означає «твердий») — це процедура, що використовується для лікування мальформацій кровоносних та лімфатичних судин. При цій процедурі в судини вводять препарати (склерозанти), що призводить до їх зменшення у розмірі (усихання). Склеротерапію використовують у дітей із судинними або лімфатичними мальформаціями. У дорослих склеротерапія часто використовується для лікування судинних «павучків» («зірочок»), дрібних варикозних вен, геморою та гідроцеле.
Склеротерапію часто проводять під контролем ультразвуку, для візуалізації вени, в яку потрібно ввести склерозант. Було показано, що такий метод з використанням мікропіни ефективний у контролі рефлюксу венозної крові з підшкірно-стегнового та підшкірно-підколінного з'єднань. Однак, деякі автори  вважають, що склеротерапія не підходить для вен з рефлюксом з великого або малого підшкірного переходу, або для вен з аксіальним рефлюксом. Це пов'язано з появою більш ефективних технологій, включаючи лазерну абляцію та радіочастотну терапію, які продемонстрували більшу ефективність порівняно зі склеротерапією.

## Історичні аспекти
Склеротерапія використовується для лікування телеангіектазій та іноді варикозного розширення вен вже понад 150 років. Як і хірургічний метод лікування варикозного розширення вен, методи склеротерапії еволюціонували протягом цього часу. Сучасні методи, включаючи ультразвукове дослідження та склеротерапію піною, є останніми розробками.
Першу зареєстровану спробу склеротерапії здійснив Д. Цоллікофер (Zollikofer) у Швейцарії в 1682 році, коли він ввів у вену кислоту, щоб викликати утворення тромбу. Дебу (Debout) і Кассеньяїк (Cassaignaic) повідомляли про успіх у лікуванні варикозного розширення вен шляхом ін'єкцій перхлорату заліза у 1853 році. Дегранж (Desgranges) у 1854 році вилікував 16 випадків варикозного розширення вен, вводячи у вени йод і танін. Це сталося приблизно через 12 років після ймовірної розробки методу видалення великої підшкірної вени Маделунгом (Madelung) у 1844 році. Однак до 1894 року, через високу частоту побічних ефектів від препаратів, що використовувалися на той час, від склеротерапії практично відмовилися. З удосконаленням хірургічних технік та анестезіології за той момент, методом вибору стало видалення вен.
Робота над пошуком альтернативних агентів для склерозування (склерозантів) продовжилася на початку 20 століття. У той час були досліджені карболова кислота та перхлорат ртуті, і хоча вони показали певний ефект у позбавленні від варикозного розширення вен, їх побічні ефекти також змусили від них відмовитися.
Під час і після Першої світової війни професор Сікар (Sicard) та інші французькі лікарі розробили метод застосування карбонату натрію, а потім саліцилату натрію. Також з певним ефектом на початку 20 століття використовувся хінін. На момент публікації своєї книги в 1929 році Копплсон (Coppleson) виступав за використання саліцилату натрію або хініну як найкращих склерозантів.
Подальша робота з удосконалення техніки та розробки безпечніших та ефективніших склерозантів тривала протягом 1940-х та 1950-х років. Особливе значення мала розробка у 1946 році тетрадецилсульфату натрію (STS), який широко використовується й донині. Джордж Феган (George Fegan) у 1960-х роках повідомив про досвід склеротерапії у понад 13 000 пацієнтів, значно вдосконаливши методику і зосередившись на фіброзі, а не на тромбозі вени, концентруючись на контролі значущих місць рефлюксу та підкреслюючи важливість компресії лікованої ноги. У той час процедура стала визнаною в континентальній Європі, однак, її погано розуміли й приймали в Сполученому Королівстві або Сполучених Штатах, і ця ситуація триває й донині.
Наступним важливим кроком в еволюції склеротерапії стала поява дуплексної ультрасонографії в 1980-х роках та її впровадження в практику. Найт (Knight) був одним із перших прихильників цієї нової процедури та представив її на кількох конференціях у Європі та Сполучених Штатах. Стаття Тібо (Thibault) була першою на цю тему, опублікованою в рецензованому журналі.
Робота Кабрери (Cabrera) та Монфро (Monfreaux) з використання пінної склеротерапії разом із «методом тристороннього крана» Тессарі (Tessari) ще більше революціонізувала лікування великих варикозних вен. Вайтлі (Whiteley) та Пателем (Patel) додатково модифікували метод пінної склеротерапії, впровадивши використання методу 3-х шприців без силікону для отримання піни з більшою тривалістю.

## Методи
Введення склерозанту в потрібну вену призводить до її негайного «усихання» і наступного її розчинення протягом кількох тижнів, оскільки організм природним чином її поглинає. Початкове «усихання» викликане спазмом м'язового шару стінки вени. Склерозант пошкоджує стінку вени, викликаючи її запалення та поступове рубцювання (склероз) протягом наступних тижнів. Склероз викликається збільшенням кількості фібробластів у клітинній стінці, що призводить до зменшення вени у розмірі. Процес вимагає ретельної оцінки дії склерозанту, щоб вона була достатньо сильним, щоб викликати клінічно значущий ефект у вені-мішені, не завдаючи надмірного пошкодження навколишнім тканинам. Склеротерапія — це неінвазивна процедура, яка триває всього близько 10 хвилин. Час відновлення мінімальний, порівняно з інвазивною операцією з видалення варикозного розширення вен.
Склеротерапія є «золотим стандартом» і переважає лазерну терапію в усуненні великих судинних «павучків» — телеангіектазій (це стан, при якому пошкоджені або розширені дрібні кровоносні судини, що розташовані біля поверхні шкіри або слизових оболонок, стають видимими) та дрібних варикозних вен ніг. На відміну від лазера, склерозант додатково закриває підшкірні ретикулярні вени, також відомі як вени-годівниці, які спричиняють утворення судинних «павучків», тим самим знижуючи ймовірність їх рецидиву в обробленій ділянці. Кілька ін'єкцій розведеного склерозанту вводять в аномальні поверхневі вени ураженої ноги. Потім ногу пацієнта стискають панчохами або бинтами, які пацієнт зазвичай носить протягом тижня. Протягом цього часу пацієнтам також рекомендується регулярно ходити пішки. Зазвичай пацієнтам потрібно щонайменше два сеанси лікування з інтервалом у кілька тижнів, щоб значно покращити зовнішній вигляд вен на ногах.
Для лікування великих варикозних вен, включаючи велику та малу підшкірні вени також можна проводити склеротерапію під ультразвуковим контролем з використанням мікропінних склерозантів. Після створення за допомогою ультразвуку карти варикозного розширення вен пацієнта, в них голкою вводиться склерозант. Процес введення, також за допомогою ультразвуку, контролюється у режимі реального часу. Можна спостерігати, як склерозант потрапляє у вену, і виконати подальші ін'єкції для лікування всіх аномальних вен. Подальше ультразвукове дослідження використовується для підтвердження закриття оброблених вен, а також для виявлення та лікування будь-яких варикозних вен, що залишилися.

## Пінна склеротерапія
Пінна склеротерапія — це метод, який передбачає введення «пінних склерозувальних препаратів» у кровоносну судину за допомогою пари шприців — одного зі склерозантом, а іншого з газом (спочатку використовували повітря). Оригінальний метод Тессарі тепер модифікований до методу Вайтлі-Пателя, при якому використовуються три шприци, жоден з яких не містить силікону. У шприці або за допомогою спеціальних насосів склерозант (тетрадецилсульфат натрію, блеоміцин або полідоканол) змішують з повітрям або фізіологічним газом (вуглекислим газом). Це збільшує площу поверхні препарату. Піноподібний склерозант ефективніше викликає склероз, ніж рідкий, оскільки в судині він не змішується з кров'ю, а фактично витісняє її. Таким чином уникається розведення склерозанту та забезпечується максимальна склерозувальна дія. Цей метод корисний для довших і більших вен. Експерти з пінної склеротерапії створили густу, схожу на зубну пасту, піну, що зробило революцію в нехірургічному лікуванні варикозного розширення вен та венозних мальформацій, включаючи синдром Кліппеля-Треноне.

## Електросклеротерапія блеоміцином
Електросклеротерапія блеоміцином полягає в локальному введенні склерозанту блеоміцину та застосуванні коротких високовольтних електричних імпульсів до ділянки-мішені, що призводить до локального та тимчасового збільшення проникності клітинних мембран (електропорація), збільшуючи внутрішньоклітинну концентрацію блеоміцину до кількох тисяч разів. Доклінічні дослідження також показали, що електропорація в поєднанні з блеоміцином порушує бар'єрну функцію ендотелію, взаємодіючи з організацією цитоскелету та цілісністю з'єднань. Це може призвести до екстравазації, інтерстиціального набряку та бажаного колапсу судинних структур. Цю процедуру досліджують як електрохіміотерапію пухлин шкіри з початку 1990-х років і вперше для лікування судинних мальформацій її застосували у 2017 році. Початкові звіти вказували на те, що використання блеоміцину в поєднанні з оборотною електропорацією може потенційно посилити ефект склеротерапії. Ретроспективне дослідження за участі 17 пацієнтів з венозними мальформаціями, які не реагували на попередню інвазивну терапію, показало середнє зменшення об'єму ураження, виміряного при МРТ, на 86 % з клінічним покращенням у всіх пацієнтів в середньому після 3,7 місяців та 1,12 сеансів на пацієнта, зі зниженою дозою блеоміцину та зменшеною кількістю сеансів порівняно зі стандартною склеротерапією блеоміцином.

## Клінічні оцінки
У дослідженні Кантера та Тібо, проведеному в 1996 році, повідомлялося про 76 % успішність лікування недостатності сафенофеморального з'єднання та недостатності великої підшкірної вени 3 % розчином STS. Падбері та Бенвеніст виявили, що склеротерапія під контролем ультразвуку була ефективною у контролі рефлюксу у малій підшкірній вені. Барретт та ін. виявили, що склеротерапія з використанням мікропіни під контролем ультразвуку була «ефективною в лікуванні варикозних вен усіх розмірів з високим рівнем задоволеності пацієнтів та покращенням якості життя».
У огляді медичної літератури, проведеному організацією Кокрейнівської співпраці, було зроблено висновок, що «докази підтверджують поточне місце склеротерапії в сучасній клінічній практиці, яка зазвичай обмежується лікуванням рецидивуючих варикозних вен після хірургічного втручання та розширених вен». У другому огляді організації Кокрейнівської співпраці, що порівнював хірургічне втручання зі склеротерапією, було зроблено висновок, що склеротерапія має більші переваги, ніж хірургічне втручання у короткостроковій перспективі, але хірургічне втручання має більші переваги у довгостроковій перспективі. Склеротерапія була кращою за хірургічне втручання з точки зору успішності лікування, частоти ускладнень та вартості через один рік, але хірургічне втручання було кращим на дистанції п'яти років. Однак, докази були не дуже якісними, і потребували додаткових досліджень.
Оцінка медичних технологій показала, що склеротерапія дає меншу користь, ніж хірургічне втручання, але, ймовірно, таки дає невелику користь при варикозному розширенні вен без рефлюксу з підшкірно-стегнового або підшкірно-підколінного з'єднань. У ній не вивчалися відносні переваги хірургічного втручання та склеротерапії при варикозному розширенні вен з рефлюксом.
На Європейській консенсусній нараді з питань пінної склеротерапії у 2003 році було зроблено висновок, що «пінна склеротерапія дозволяє кваліфікованому спеціалісту лікувати великі вени, включаючи підшкірні стовбури». Опубліковано результати другої Європейської консенсусної зустрічі з питань пінної склеротерапії, проведеної у 2006 році.

## Ускладнення
Ускладнення, хоча й рідкісні, включають венозну тромбоемболію, порушення зору, алергічну реакцію, тромбофлебіт, некроз шкіри, гіперпігментацію або почервоніння ділянки лікування.
Якщо склерозант правильно введено у вену, навколишня шкіра не пошкоджується, але якщо його ввести поза вену, може виникнути некроз тканин та утворення рубців. Некроз шкіри, хоча й трапляється рідко, може бути «потенційно руйнівним» в косметичному сенсі, і його загоєння може тривати місяцями. Це явище трапляється дуже рідко, коли використовуються невеликі кількості розведеного (<0,25 %) STS, але спостерігалося при використанні вищих концентрацій (3 %). Збліднення шкіри часто відбувається при введенні STS в артеріоли (гілки дрібних артерій). Поява крихітних червоних розширених судин, є непередбачуваним явищем і зазвичай потребує повторної склеротерапії або лазерного лікування.
Більшість ускладнень виникають через інтенсивну запальну реакцію на склеротерапевтичний агент у ділянці навколо ін'єкованої вени. Крім того, існують системні ускладнення, які зараз стають дедалі зрозумілішими. Це явище відбувається, коли склерозант з вени потрапляє до серця, легень та мозку. У нещодавньому звіті появу інсульту пов'язували з використанням піни, хоча це передбачало введення надзвичайно великої її кількості. Новіші дослідження показали, що бульбашки навіть від невеликої кількості склерозуючої піни, введеної у вени, швидко з'являються в серці, легенях та мозку. Значення цього явища на даний момент до кінця не зрозуміле, і масштабні дослідження показують, що пінна склеротерапія є безпечною. У США склеротерапія повністю схвалена FDA.
Протипоказання до склеротерапії включають: постільний режим, тяжкі системні захворювання, погане розуміння пацієнтом суті процедури, боязнь голок, коротку очікувану тривалість життя, рак на пізній стадії, відому алергію на склерозант та лікування тамоксифеном.